# Saxarfjärden
Västra Saxarfjärden: 59°26.7′N 18°26.7′Ö / 59.4450°N 18.4450°Ö
Östra Saxarfjärden: 59°27′N 18°30.5′Ö / 59.450°N 18.5083°Ö

Saxarfjärden är en av de större fjärdarna i Stockholms mellersta skärgård belägen öster om Trälhavet och omgiven av fastlandet i nordväst, Södra Ljusterö i öster samt nordligaste Värmdön i söder. Genom holmarna Stora och Lilla Saxaren delas den i en östlig och en västlig del.

## Bilder

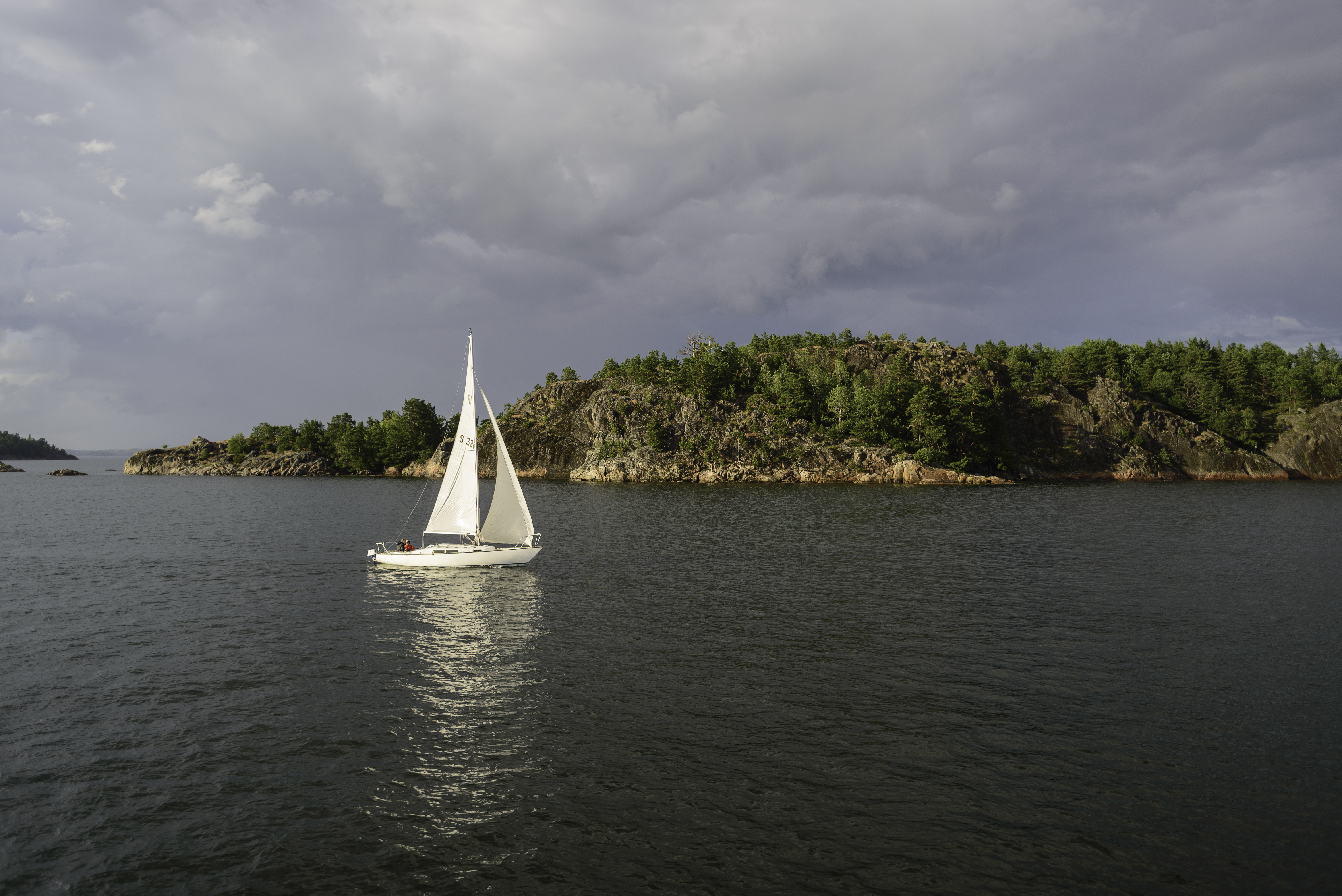
Segelbåt framför Valsöarna i den östra delen.
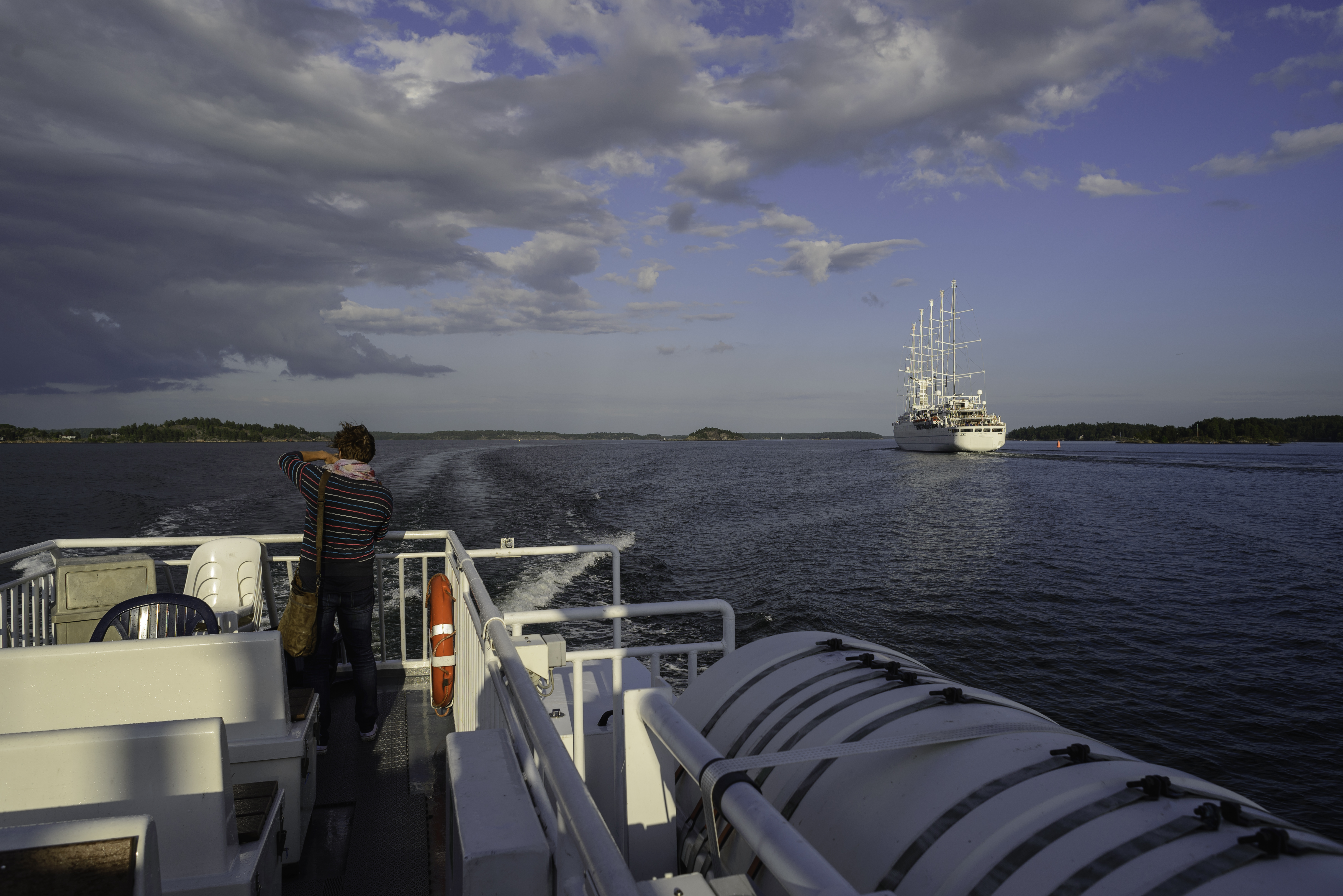
Waxholmsbolagets Vånö korsar fjärden.
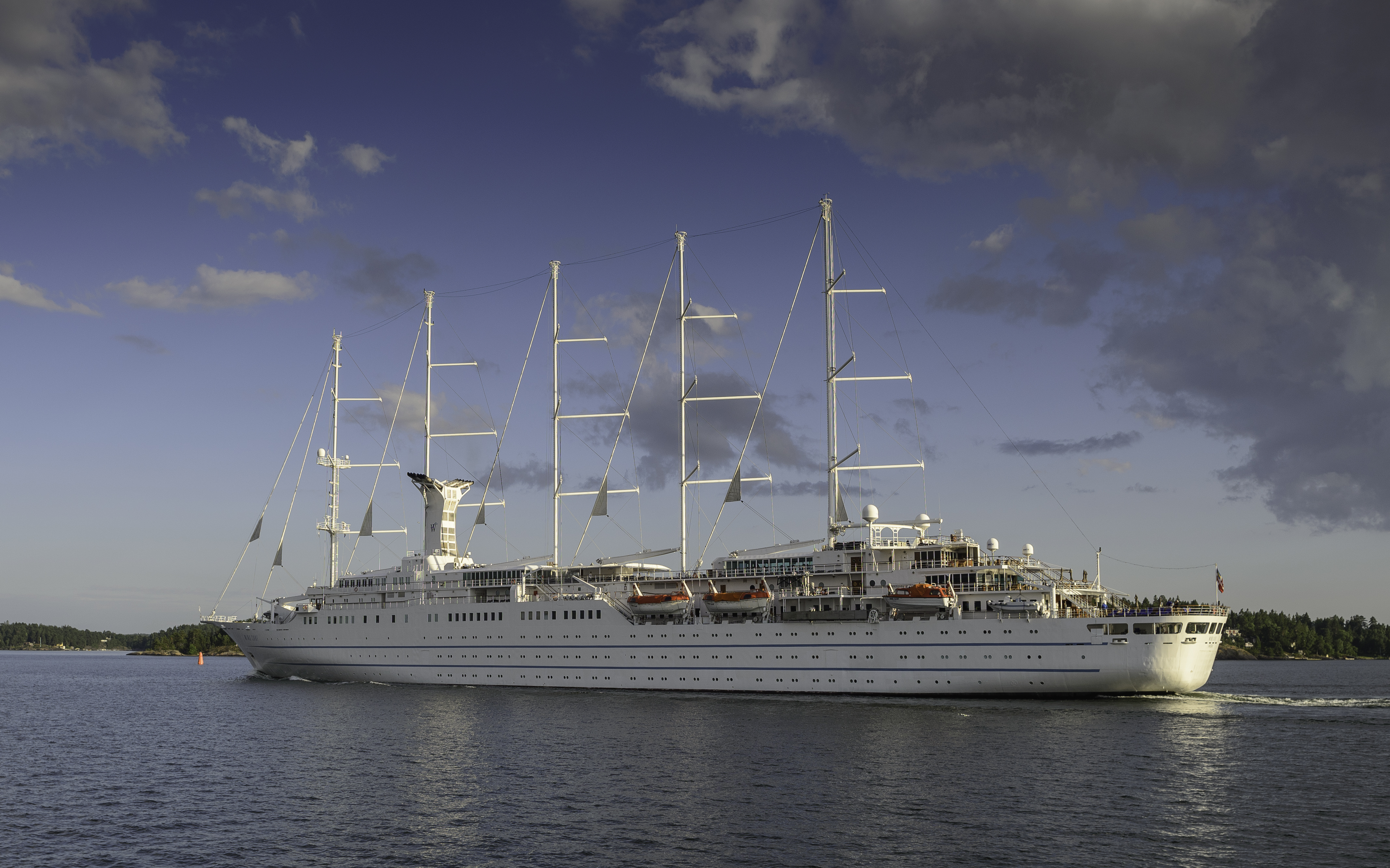
Kryssningsfartyget Wind Surf på fjärden.
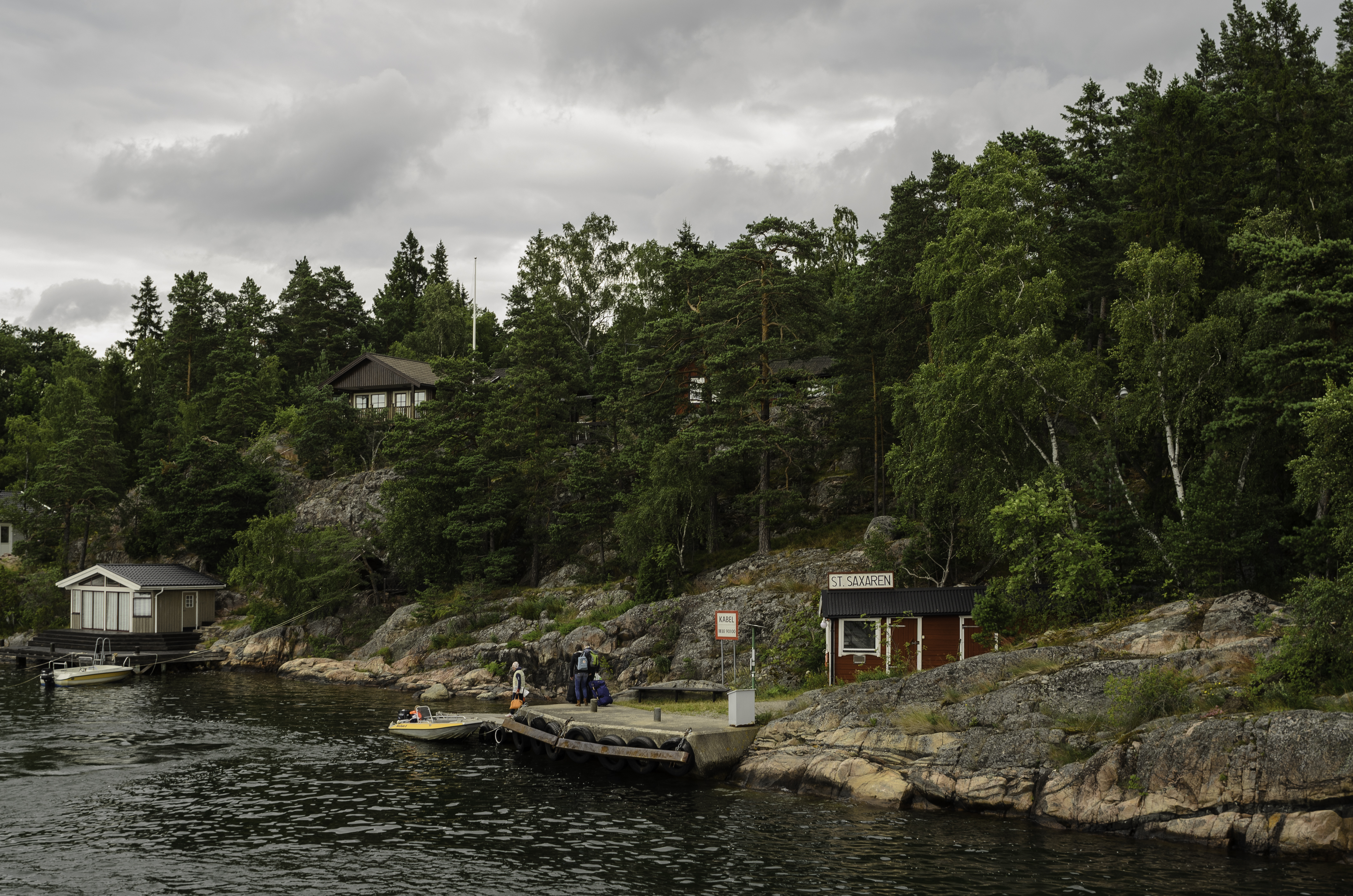
Stora Saxaren.